# Herman Daly
Herman Daly (Houston, 21 de juliol de 1938 - Richmond, 28 d'octubre de 2022) va ser un economista ecològic estatunidenc, georgista i professor de l'Escola de Política Pública de la Universitat de Maryland.

## Trajectòria
Va treballar com a economista al Departament de Medi Ambient del Banc Mundial, on va ajudar a desenvolupar directrius polítiques relacionades amb el desenvolupament sostenible bo i comprometent-se amb mesures mediambientals a l'Amèrica Llatina.
Abans d'incorporar-se al Banc Mundial, Daly havia estat professor de la Universitat Estatal de Louisiana. Va ser cofundador i editor associat de la revista Ecological Economics.
Va rebre el Right Livelihood Award, el Premi Heineken per a les Ciències Ambientals de la Reial Acadèmia Holandesa de les Arts i les Ciències, el Premi Sofia (Noruega) i el Premi Leontief de l'Institut de Desenvolupament i Medi Ambient Global.
Va ser conegut per haver originat i divulgat el concepte de «creixement antieconòmic», un mèrit compartit amb Marilyn Waring, que el va desenvolupar de forma completa en el seu estudi del Sistema de Comptes Nacionals de l'ONU.

## Citacions
| « | Si has pres verí, has de desfer-te de les substàncies que et posen malalt. Permetem, doncs, aplicar un rentat d'estómac a les doctrines del creixement econòmic que ens han estat introduïdes en forma d'alimentació forçada durant dècades. | » |

| « | Els economistes dediquen tanta atenció al creixement del Producte Interior Brut que el confonen amb el "creixement econòmic", sense admetre que aquest pugui ser "no econòmic", car els seus costos marginals derivats dels sacrificis ambientals i socials podrien ser majors que el seu valor en termes dels beneficis de la producció. Això ens farà més pobres i no més rics, ergo hauria d'anomenar-se "creixement no econòmic". | » |

| « | El deteriorament mediambiental és una malaltia iatrogènica induïda per l'economia física (que advoca a favor del creixement) que intenta recompensar la malaltia dels desitjos il·limitats mitjançant la prescripció d'una producció il·limitada. No es cura una malaltia induïda per un tractament incrementant-ne les seves dosis. | » |

| « | El creixement econòmic no és necessàriament sinònim de desenvolupament econòmic ni de desenvolupament humà. El creixement econòmic actual s'ha desacoblat del món i s'ha fet irrellevant. Pitjor encara, s'ha convertit en una guia cega. | » |

## Obra publicada

### Assaig
- Daly, Herman E. Steady-State Economics. 2a edició.  Washington, DC: Island Press, 1991. ISBN 978-1559630719.
- Daly, Herman E.; Cobb, John B., Jr. For the Common Good: Redirecting the Economy toward Community, the Environment, and a Sustainable Future. 2nd updated and expanded.  Boston: Beacon Press, 1994. ISBN 9780807047057. Received the Grawemeyer Award for ideas for improving World Order.
- Daly, Herman E. Beyond Growth: The Economics of Sustainable Development.  Boston: Beacon Press, 1996. ISBN 9780807047095.
- Prugh, Thomas; Costanza, Robert; Daly, Herman E. The Local Politics of Global Sustainability.  Washington, DC: Island Press, 2000. ISBN 978-1559637435.
- Daly, Herman E. Ecological Economics and the Ecology of Economics: Essays in Criticism.  Cheltenham, UK; Northampton, MA: Edward Elgar, 2000. ISBN 9781840641097.
- Daly, Herman E. Ecological Economics and Sustainable Development: Selected Essays of Herman Daly.  Cheltenham, UK; Northampton, MA: Edward Elgar, 2007. ISBN 978-1847209887.
- Daly, Herman E. From Uneconomic Growth to a Steady-State Economy.  Cheltenham, UK; Northampton, MA: Edward Elgar, 2014. DOI 10.4337/9781783479979. ISBN 9781783479955.

### Antologies
- Toward a Steady-state Economy.  San Francisco: W.H. Freeman, 1973. ISBN 978-0716707936.
- Economics, Ecology, Ethics: Essays Toward a Steady-State Economy.  San Francisco: W.H. Freeman, 1980. ISBN 978-0716711797. Revised edition of 1973 anthology.
- Valuing the Earth: Economics, Ecology, Ethics.  Cambridge, MA: MIT Press, 1993. ISBN 978-0262540681. Revised edition of 1980 anthology.

### Llibres de text
- Daly, Herman E.; Farley, Joshua. Ecological Economics: Principles and Applications. 1st.  Washington, DC: Island Press, 2003. ISBN 9781559633123.
- Daly, Herman E.; Farley, Joshua. Ecological Economics: Principles and Applications. 2a edició.  Washington, DC: Island Press, 2010. ISBN 9781597266819.

### Articles
- Daly, Herman E. «On thinking about energy in the future». Natural Resources Forum, 3, 1, 10-1978, pàg. 19–26. DOI: 10.1111/j.1477-8947.1978.tb00389.x.
- Daly, Herman E. «The perils of free trade». Scientific American. Nature Publishing Group, 269, 5, 01-11-1993, pàg. 24–29. Bibcode: 1993SciAm.269e..50D. DOI: 10.1038/scientificamerican1193-50.
- Daly, Herman E.; Jacobs, Michael; Skolimowski, Henryk «Discussion of Wilfred Beckerman's critique of sustainable development». Environmental Values, 4, 1, 2-1995, pàg. 49–70. DOI: 10.3197/096327195776679583.

See also: Beckerman, Wilfred «'Sustainable Development': Is it a useful concept?». Environmental Values, 3, 3, 8-1994, pàg. 191–209. DOI: 10.3197/096327194776679700.
- Daly, Herman E. «Georgescu-Roegen versus Solow/Stiglitz». Ecological Economics, 22, 3, 9-1997, pàg. 261–266. DOI: 10.1016/S0921-8009(97)00080-3.

See also: Nicholas Georgescu-Roegen, Robert Solow and Joseph Stiglitz.
- Daly, Herman E. «Economics in a full world». Scientific American. Nature Publishing Group, 293, 3, 9-2005, pàg. 100–107. Bibcode: 2005SciAm.293c.100D. DOI: 10.1038/scientificamerican0905-100.
- Daly, Herman E. A steady state economy, 24 abril 2008. Arxivat 18 de juliol 2011 a Wayback Machine. Paper presented to the UK Sustainable Development Commission  Arxivat 2017-08-27 a Wayback Machine.
- Daly, Herman E. «Economics for a Full World». Great Transition Initiative, 6-2015.